# Ruta 149 (Costa Rica)
La Ruta 149, oficialmente Ruta Nacional Secundaria 149, es una ruta nacional de Costa Rica ubicada en la provincia de Limón.

## Descripción
En la provincia de Limón, la ruta atraviesa el cantón de Pococí (el distrito de Guápiles).